# Procambarus steigmani
Procambarus steigmani, sometimes called the Parkhill Prairie crayfish, là một loài tôm sông trong họ Cambaridae. Nó là loài đặc hữu của Parkhill Prairie, in the Trinity River basin of Collin County, Texas, and is listed as Data Deficient on the Sách Đỏ IUCN, although it may be a synonym of Procambarus regalis.